# Amantis
Amantis, es un género de las mantis, de la familia Mantidae, del orden Mantodea. Son nativas de Asia y de las islas del Océano Pacífico. Tiene 23 especies reconocidas científicamente.

## Especies
- Amantis aeta
- Amantis aliena
- Amantis basilana
- Amantis biroi
- Amantis bolivarii
- Amantis fuliginosa
- Amantis fumosa
- Amantis gestri
- Amantis hainanensis
- Amantis indica
- Amantis irina
- Amantis lofaoshanensis
- Amantis longipennis
- Amantis malabarensis
- Amantis malayana
- Amantis nawai
- Amantis philippina
- Amantis reticulata
- Amantis saussurei
- Amantis subirina
- Amantis testacea
- Amantis tristis
- Amantis vitalisi
- Amantis wuzhishana